# Siphocampylus decumbens
Siphocampylus decumbens är en klockväxtart som först beskrevs av Louis Claude Marie Richard och Schult., och fick sitt nu gällande namn av Antoine Laurent de Jussieu och A.Dc. Siphocampylus decumbens ingår i släktet Siphocampylus och familjen klockväxter.
Artens utbredningsområde är Haiti. Inga underarter finns listade i Catalogue of Life.